# Armenischer Weinbrand

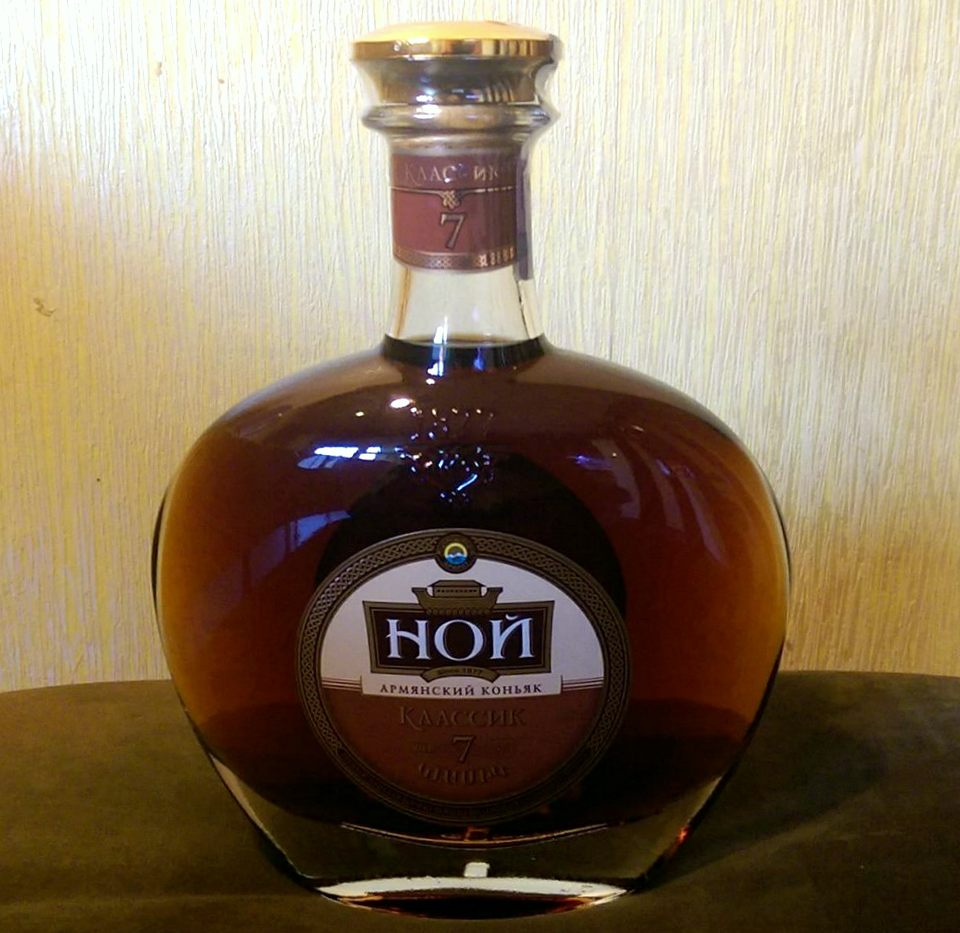
Ein armenischer Weinbrand der Marke Noy

Flaschenabfüllung um 1997

Der rechtlich geschützte Begriff Armenischer Weinbrand (englisch Armenian Brandy, russisch Армянский коньяк, Armjanski konjak) bezeichnet hochwertigen Weinbrand aus Armenien. Die geläufigste Bezeichnung für diesen Weinbrand war im Ostblock „Armenischer Cognac“, da der Begriff Cognac aber nur den französischen Weinbränden aus dieser Region Frankreichs, geschützt durch eine weltweite Markeneintragung, vorbehalten ist, gilt nunmehr die internationale Bezeichnung.
Die Herstellung des armenischen Weinbrandes wird seitens der Regierung Armeniens stark kontrolliert. Es dürfen auch per Gesetz verordnet nur Trauben aus armenischer Produktion verwendet werden. Diese Weine heißen Rkaziteli, Mskhali, Garan Dmak, Kangu und Voskehat.

## Geschichte

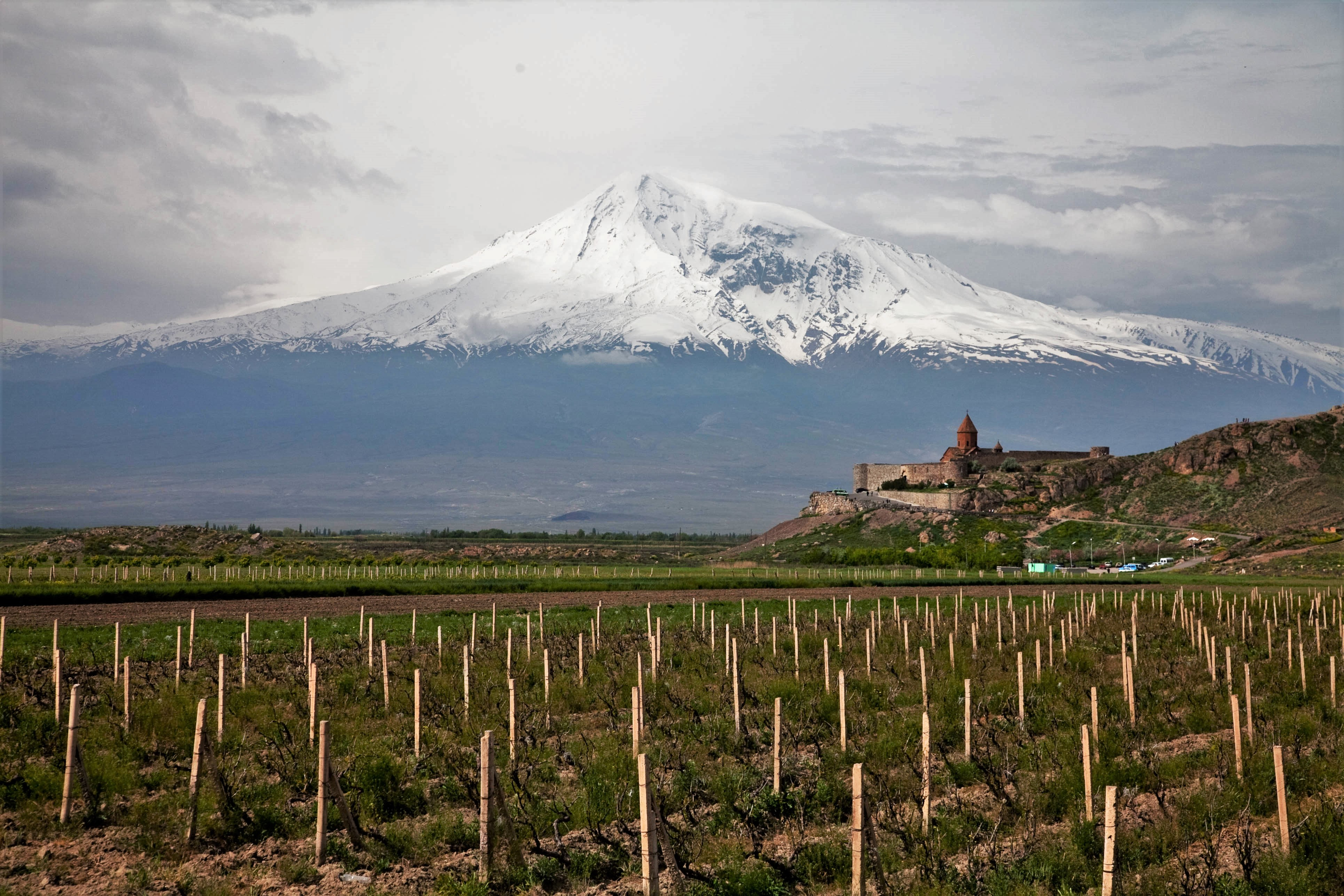
Weinbau in der Ebene vor dem Ararat-Massiv

Logo des Ararat Brandy der Yerevan Brandy Company

Die Herstellung von Wein und Weinbrand in Armenien hat eine lange Tradition. Historiker haben herausgefunden, dass die Geschichte des Weinanbaus schon über 3000 Jahre zurückreicht. Das trockene und warme Klima, der nährstoffreiche Boden der Ebenen auf armenischer Seite vor dem Ararat-Massiv und das weiche Wasser aus den Bergen lieferten hierfür günstige Voraussetzungen. Weinbrand/Brandy wird in Armenien seit über 150 Jahren destilliert. Im Jahr 1887 begann die industrialisierte Herstellung von Brandy in Armenien: Nerses Tairjan gründete die Yerevan Brandy Company. In seiner Zeit wurde die Brandy- und Weinproduktion um einiges gesteigert. Außerdem verbesserte er die Qualität, indem er neue Weinreben und neue Brandykeller anlegen ließ. Dann, sechs Jahre später, im Jahr 1898, begannen Schustow & Söhne, ein sehr großer Alkoholvertreiber zur damaligen Zeit, den Weinbrand in Osteuropa zu vertreiben. Unter Schustow wuchs die Destillerie weiter, so dass 1903 bereits die Hälfte des in Russland konsumierten Brandys aus Armenien stammte.
Armenien wurde 1922 eine der Sowjetrepubliken, dadurch wurden die Brandyproduktion sowie alle anderen Industriezweige verstaatlicht. Die Eriwaner Brandy- und Weinfabrik besaß ein Monopol für die Herstellung in der Armenischen SSR und brachte der Regierung über 70 Jahre lang hohe Steuereinkünfte. In der Zeit der Sowjetunion war Armenischer Brandy das bevorzugte alkoholische Getränk der Diplomaten.
Nach dem Niedergang der UdSSR und der Staatsneugründung Armeniens 1991 verlor die Fabrik das Monopol für hochwertige Weinbrände. 1998 wurde der ehemalige Staatsbetrieb privatisiert. Den größten Teil des einstigen Staatsbetriebes bildet die heutige Yerevan Brandy Company in Jerewan, die auch den bekannten Ararat-Brandy vertreibt. Das Unternehmen wurde zu Sowjetzeiten durch die umliegenden Winzer beliefert. Nach dem Umbruch entstanden aus den kleinen Winzereien mehrere kleinere Brandyfabriken, die alle nach der armenischen Tradition arbeiten, wobei jede einzelne dem Brandy ihre eigene Note verleiht.

## Rebsorten
Armenischer Brandy wird überwiegend aus Weißweinen gebrannt. Heute gibt es 13 Rebsorten, die für die Herstellung verwendet werden. Dazu zählen Azeteni, Banants, Chilar, Garan Dmak, Kakhet, Kangun, Lalvari, Masis, Meghrabujr, Mskhali, Rkatsiteli, Van und Voskehat.

## Herstellung
Wie Cognac wird armenischer Brandy nach dem Charente-Verfahren zweimal destilliert. Die fertige, noch klare Flüssigkeit erhält erst während der mehrjährigen Lagerung im Eichenfass durch den Kontakt mit dem Holz ihre typisch mahagonibraune Färbung. Das Holz für die Fässer stammt aus dem Kaukasus.
Armenischer Brandy wird oft verschnitten. Das bedeutet, dass Brandys verschiedenen Alters gemischt und in derselben Flasche abgefüllt werden. So erhält man ein Produkt, das verschiedene Merkmale vereint. Die Bandbreite armenischer Brandys reicht von jungen, dreijährigen Brandys bis zu über fünfzigjährigen Brandys. Die Klassifizierung orientiert sich am französischen Cognac-System.

## Bedeutung in der armenischen Kultur
Brandy wird in Armenien traditionell nach dem Essen getrunken. Dazu werden Schokolade, Orangen, Äpfel oder Pfirsiche serviert. Außerdem ist es üblich, dazu Zigarren zu rauchen. Getrunken wird der Brandy aus Sniffern. Dabei darf nicht zu viel eingeschenkt werden. Lässt sich das Glas auf die Seite legen, ohne dass der Inhalt verschüttet wird, ist die Menge korrekt.

## Bekannte Marken
Bekannte Marken armenischen Brandys sind Ararat, Noy und Proshyan. Ararat produziert ungefähr 5 Millionen Flaschen im Jahr, von denen mehr als 90 % nach Russland und das Baltikum exportiert werden.